# Smitilbina
Smitilbin es un flavanonol, un tipo de flavonoide. Es un ramnósido que puede ser aislado en Smilax glabra

## Usos
Smitilbina  podría ser utilizado para la prevención inmunológica de daños en hepatocitos.

## Compuestos relacionados

Neosmitilbin

Neosmitilbina es un estereoisómero de smitilbina.